# Крикливец
Крикливец (укр. Крикливець) — село на Украине, находится в Крыжопольском районе Винницкой области.
Код КОАТУУ — 0521984401. Население по переписи 2024 года составляет 801 человек. Почтовый индекс — 24641. Телефонный код — 4340.
Занимает площадь 2,35 км².

## Религия
В селе действуют Свято-Поровский храм и храм Казанской иконы Пресвятой Богородицы Крыжопольского благочиния Могилёв-Подольской епархии Украинской православной церкви.

## Адрес местного совета
24641, Винницкая область, Крыжопольский район, с. Крикливец, ул. Кирова, 63, тел. 2-57-42; 2-57-31